# Белоглавек, Йиржи
Йиржи Белоглавек (чеш. Jiří Bělohlávek; 24 февраля 1946, Прага, Чехословакия — 31 мая 2017) — чешский дирижер. В 2006—2012 гг. — главный дирижёр Симфонического оркестра Би-би-си, с сентября 2012 г. — главный дирижёр Чешского филармонического оркестра. С 2012 г. — командор Ордена Британской империи за заслуги в области музыки.

## Биография
Изучал дирижирование и игру на виолончели в Пражской консерватории, а позднее в Академии музыкального искусства (Прага). В 1970 г. стал победителем конкурса молодых дирижёров, а в 1971 г. — финалистом Международного конкурса дирижёров им. Герберта фон Караяна. Брал уроки музыки и был ассистентом у известного немецкого дирижёра румынского происхождения Серджу Челибидаке.
Был дирижёром Филармонического оркестра Брно, в 1977—1989 гг. — главным дирижёром Пражского симфонического оркестра, а в 1990—1992 гг. — главным дирижёром Чешского филармонического оркестра.
В 2004 г. дебютировал в Метрополитен-опера в Нью-Йорке. За запись третьей и четвёртой симфонии Богуслава Мартину совместно с Чешским филармоническим оркестром был номинирован на премию «Грэмми» в 2005 г.
В 2006—2012 гг. был главным дирижёром Симфонического оркестра Би-би-си в Лондоне, в котором дебютировал ещё в 1995 г.
В 2010 г. был назначен главным дирижёром Чешского филармонического оркестра. Свою работу в Симфоническом оркестре Би-би-си закончил финальным вечером «Би-би-си Промс». С сентября 2012 г. главный дирижёр Чешского филармонического оркестра, вместе с которым записал девять симфоний Антонина Дворжака (с известной английской фирмой звукозаписи «Декка»).
В 2012 г. Белоглавеку было присуждено почётное звание командора Ордена Британской империи за заслуги в области музыки, который ему лично вручила королева Великобритании Елизавета II.
Систематически сотрудничал с такими всемирно известными оркестрами, как Берлинская государственная опера, Королевский театр Ковент-Гарден в Лондоне, Метрополитен-опера в Нью-Йорке, Опера Бастилии в Париже и Королевский театр в Мадриде. Первый дирижёр, которому после Герберта фон Караяна удалось два года подряд получить престижную премию «Gramophone Award».
Последнее выступление Белоглавека состоялось 28 апреля 2017 года в Мюнхене - он дирижировал Оркестром Баварского радио. Были исполнены произведения Богуслава Мартину, Леоша Яначека и Антонина Дворжака.